# Euro à Malte
- États membres de la zone euro : 20 pays (Allemagne, Autriche, Belgique, Chypre, Croatie, Espagne, Estonie, Finlande, France, Grèce, Irlande, Italie, Lettonie, Lituanie, Luxembourg, Malte, Pays-Bas, Portugal, Slovaquie, Slovénie)
- Micro-États non membres de l'UE utilisant l'euro avec l'accord de l'UE : 4 pays (Andorre, Monaco, Saint-Marin et Vatican)
- États non membres de l'UE qui ont adopté l'euro unilatéralement : 2 pays (Kosovo et Monténégro)
- États membres de l'Union européenne (UE) qui ont rejoint le MCE II : 1 pays (Bulgarie)
- État membre de l'UE faisant partie du MCE II mais qui est exempté de l'obligation de rejoindre la zone euro (Danemark).
- États membres de l'UE qui ont l'obligation  de rejoindre la zone euro : 5 pays (Hongrie, Pologne, Roumanie, Suède et Tchéquie)

L'introduction de l'euro à Malte découle du traité d'Athènes de 2003 qui a permis l'adhésion de Malte à l'Union européenne le 1er mai 2004. La monnaie de Malte était la Lire maltaise avant l'adoption de l'euro. Selon le traité d'Athènes, les nouveaux membres du l'Union européenne « doivent rejoindre l'union économique et monétaire à partir de la date d'adhésion », ce qui signifie que Malte devait adopter l'euro, ce qu'elle a fait au 1er janvier 2008.

## Adhésion à la zone euro
Malte est membre de l'union économique et monétaire de l'Union européenne (UEM) depuis le 2 mai 2005. Le 10 juillet 2007, le Conseil des Affaires économiques et monétaires du Parlement européen donne son feu vert à l'introduction de l'euro, cette décision entérine la décision du Conseil ECOFIN de la Commission européenne et choisi comme date d'introduction, le 1er janvier 2008, après avoir annoncé que le pays remplissait tous les critères requis pour intégrer l'eurozone. Le taux de conversion est fixé à 0,4293 lires pour un euro, la production de pièces commence en France. Malte satisfait aux exigences établies par les critères de convergence, à savoir la stabilité des prix, la situation des finances publiques, la participation au mécanisme de change du système monétaire européen, l'existence d’un taux d'intérêt de long terme et une législation nationale compatible avec l'introduction de l'euro.

## Statut
Le traité de Maastricht prévoit initialement que tous les membres de l'Union européenne devront rejoindre la zone euro une fois les critères de convergence atteints. La Commission européenne, dans son rapport de convergence établi le 27 février 2007, conclut que Malte rempli les conditions pour rejoindre l'euro et recommande l'accession du pays à la zone euro à partir du 1er janvier 2008.

« À la lumière de l'évaluation du respect des critères de convergence, la Commission donne son feu vert à l'introduction de l'euro à Chypre. Il en est de même pour Malte, mais le Conseil devra suivre la recommandation de la Commission et mettre fin à la procédure de déficit excessif. Le Conseil a mis fin à la procédure de déficit excessif contre Malte lors de sa session du 5 juin 2007 »

— décision 2007/464/CE du Conseil, du 5 juin 2007, abrogeant la décision 2005/186/CE sur l'existence d'un déficit excessif à Malte.
|                                                                     | Critères de convergence | Critères de convergence | Critères de convergence | Critères de convergence | Critères de convergence     |
|                                                                     | Inflation               | Finances publiques      | Finances publiques      | Membre du MCE II        | Taux d'intérêt à long terme |
| Déficit budgétaire annuel au PIB                                    | Inflation               | Dette publique au PIB   |                         | Membre du MCE II        | Taux d'intérêt à long terme |
| ------------------------------------------------------------------- | ----------------------- | ----------------------- | ----------------------- | ----------------------- | --------------------------- |
| Valeur de référence                                                 | max 3,0 %               | max 3 %                 | max 60 %                | min 2 ans               | max 6,4 %                   |
| Malte                                                               | 2,2 % (2007)            | 2,1 % (2007)            | 65,9 % (2007)           | depuis le 2 mai 2005    | 4,3 % (2007)                |
| Notes : 1. 2. Légende : - Critère satisfait - Critère non satisfait |                         |                         |                         |                         |                             |

## Sources

## Compléments